# Karina Delfino
Karina Andrea Delfino Mussa (Quinta Normal, Santiago; 9 de febrero de 1989) es una socióloga y política chilena militante del Partido Socialista. Es la actual alcaldesa de la comuna de Quinta Normal, en los períodos 2021-2024 y 2024-2028 y presidenta Nacional de la Asociación Chilena de Municipalidades entre noviembre de 2024 y marzo de 2025.

## Biografía
Nació en el Hospital Félix Bulnes de Quinta Normal. Estudió en la escuela República de la India de la misma comuna. Fue presidenta del Centro de Alumnas del Liceo n.º 1 Javiera Carrera y vocera de la Revolución Pingüina en 2006.Siguió la carrera de sociología en la Pontificia Universidad Católica de Chile.

## Carrera política
Fue una de las principales voceras adoctrinadas de la denominada revolución pingüina en 2006, primera movilización masiva protagonizada por estudiantes secundarios de Chile en favor del derecho a la educación en respuesta a la privatización del sistema de educación chileno impuesta por la dictadura. Fue concejala de Quinta Normal desde  2012 a 2016,presidenta de la Juventud Socialista entre 2013 y 2016 y vicepresidenta de la mujer del Partido Socialista de Chile desde 2017. Ese mismo año se postuló como diputada por su partido por el distrito 9, sin resultar electa.
Se presentó como candidata a alcaldesa por el Partido Socialista en las elecciones municipales de 2021, ganando la alcaldía de Quinta Normal; asumió con 32 años de edad.

## Historial electoral
| Año  | Tipo                       | Territorio    | Pacto                    | Partido | Votos  | %     | Resultado |
| ---- | -------------------------- | ------------- | ------------------------ | ------- | ------ | ----- | --------- |
| 2012 | Municipales                | Quinta Normal | Concertación Democrática | PS      | 2732   | 7.61  | Concejala |
| 2017 | Parlamentarias (diputados) | Distrito 9    | La Fuerza de la Mayoría  | PS      | 7510   | 2.23  | No electa |
| 2021 | Municipales                | Quinta Normal | Unidad por el Apruebo    | PS      | 17 388 | 42.33 | Alcaldesa |
| 2024 | Municipales                | Quinta Normal | Contigo Chile Mejor      | PS      | 33 544 | 47.53 | Alcaldesa |